# Khayr al-Din Paixà
Tunuslu Khayr al-Din Paixà o Kheireddine Pasha (1822 o 1823 - Istanbul 30 de gener de 1890) fou un gran visir tunisià d'origen circassià (abkhaz) que va exercir el càrrec del 1873 al 1877.
Fou capturat al Caucas i enviat a Turquia on fou venut per un traficant àrab a un personatge tunisià que el va revendre al bey de Tunis quan tenia 20 anys. Ahmad I ibn Mustafà el va fer instruir de manera moderna i va dominar el turc, el persa, l'anglès i el francès a més de l'àrab i la seva llengua pròpia. Favorit del bey i del ministre Mustafa Khaznadar, va esdevenir comandant de cavalleria. Es va decantar per la introducció dels sistemes modern a l'exèrcit i l'administració especialment després del seu primer viatge a Europa el 1846. Va fer diverses missions diplomàtiques a Europa i va arribar al rang de general de l'exèrcit. El gener del 1857 fou nomenat ministre de marina i es va casar amb la filla de Mustafa Khaznadar. Defensor de la constitució del 1861 i fou president del parlament restant ministre de marina, però va deixar els dos càrrec el novembre de 1862 com a protesta per un préstec a Europa que va portar al país a la fallida.
Del 1862 al 1869 va estar retirat de la política i va escriure l'obra Le plus sûr moyen pour connaître l'état des nations, on exposava les causes de la decadència de Tunisia i del món àrab i musulmà.
Va retornar a la política el 1869 i va presidir la comissió financera que controlava les finances del país. El 1873 fou el qui va presentar al bei l'informe segons el qual el gran visir Mustafà Khaznadar havia desviat dos milions de francs; Khaznadar va dimitir el 22 d'octubre de 1873 i Khayr al-Din fou nomenat al seu lloc com a wazir akbar o gran visir (fins aleshores fou wazir mubashir); va millorrar l'administració i va sanejar l'economia. Va reformar les duanes, els habus, la mesquita Zituna, i la justícia. Va crear una biblioteca i va fundar el Col·legi Sadiki que va establir nous mètodes d'ensenyament. El seu govern va estar format en general per persones honestes i competents com els generals Husayn i Rustum.

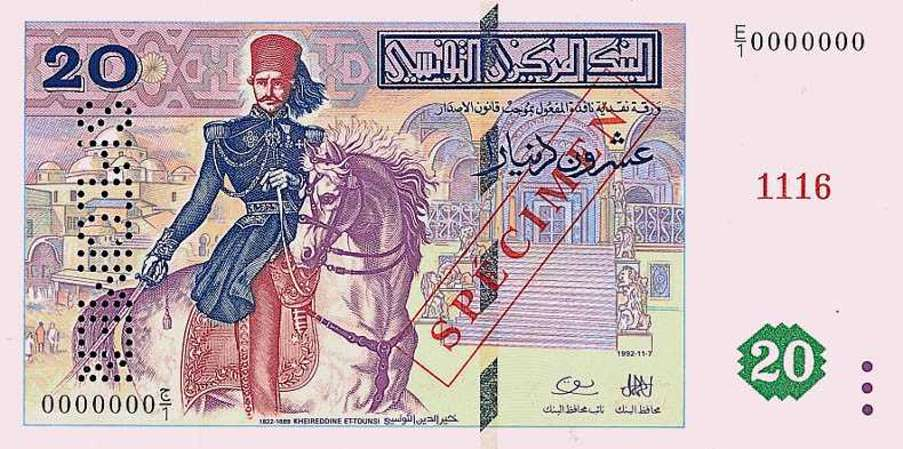
Kheireddine Pacha al bitllet de 20 dinars

El 1876 els otomans van demanar al bey l'enviament d'ajut en la guerra contra l'Imperi Rus. El gran visir va donar suport a la petició però el bey s'hi va oposar. Finalment un consell extraordinari amb els ulemes i notables, va optar per aportar l'ajut en forma d'espècies i en natura recollits per subscripció pública, i així van ser enviats alguns milions de francs i cavalls, mules i altra material. Però les aportacions van fer caure la recaptació de l'estat i la situació es va complicar amb un forta sequera; el gran visir va disminuir les despeses de l'estat incloent les de la casa civil de la monarquia, el que va ofendre al bey; això sumat al fet que va intentar restaurar la constitució i reobrir el parlament a lo que el bey s'hi oposava, va portar a la seva dimissió/destitució el 21 de juliol de 1877, i el va substituir Muhammad Khaznadar.
L'octubre de 1878 fou convidat a Istanbul i formalemt el 4 de desembre de 1878 el sultà otomà el va nomenar gran visir, càrrec que va exercir fins al 29 de juliol de 1879. Es va retirar tot seguit, restant però a Istanbul on va morir el 1890. Les seves restes foren repatriades el 1968 per ser enterrat al cementiri de Djellaz a Tunis. La seva imatge apareix als bitllets de 20 dinars emesos a partir del 9 de novembre de 1992.